# Desaparición de Darya Bulba
Darya Bulba (en ucraniano: Дар'я Бульба) fue una modelo ucraniana que desapareció el 6 de agosto de 2016 en Shanghái, China. Su desaparición se convirtió en objeto de diversos bulos y versiones sobre lo que había ocurrido. La policía barajó diferentes hipótesis sobre la desaparición, desde el suicidio hasta el secuestro, pero nunca llegó a un consenso. Su paradero sigue siendo desconocido.

## Origen
Daria Bulba nació en 1995 en Odesa, Ucrania. Estudió en la Escuela Superior de Gestión Hotelera de Odesa, donde se especializó en Derecho, y tomó cursos de modelaje,,clases de canto y aprendió a tocar la guitarra. Bulba asistió a una escuela de modelaje local. Desde pequeña soñaba con convertirse en una top model famosa; en 2013 recibió la primera oferta para participar en sesiones fotográficas y comenzó a posar para catálogos. Unos años más tarde se fue al extranjero, a Italia, Grecia y Turquía.

## Desaparición
El 7 de abril de 2016, Bulba voló a China para trabajar en un contrato con la agencia de modelos BYS, con sede en Shanghái.
El 6 de agosto de 2016, Bulba fue a encontrarse con un hombre desconocido —algunas fuentes afirman que era un conocido suyo—y desapareció. Las cámaras de vigilancia grabaron a la joven caminando por el paseo marítimo, escuchando música con auriculares y bailando, antes de doblar la esquina hacia un punto ciego y desaparecer.
La policía investigó el teléfono de Bulba y descubrió que recibía llamadas regulares de números desconocidos. Según informaron sus amigos, un desconocido concertaba constantemente citas con la joven en el hotel, pero nunca acudía a ellas. La red especula que esto se hacía para calcular cuánto tardaba Bulba en llegar a un lugar determinado.

## Investigación
Los familiares de la joven recurrieron a la Interpol y a las autoridades locales. El padre de Daria envió correos electrónicos a todos los canales de televisión centrales de Ucrania solicitando ayuda para encontrar a su hija desaparecida, pero ninguno de ellos respondió. La policía china asumió que Bulba se había suicidado.
En 2022, el caso de la desaparición de Darya Bulba seguía abierto.

## Influencia
Periodistas y otras personas interesadas comenzaron a investigar el caso de la desaparición de Bulba. En las redes sociales, los usuarios grabaron podcasts y vídeos “detectivescos” en los que compartían sus opiniones o llevaban a cabo sus propias investigaciones en un intento por encontrar a la modelo. Ninguna de las versiones propuestas sobre la desaparición de la modelo ha sido confirmada. Existen diferentes versiones de la desaparición: desde el secuestro por parte de bandas criminales y el tráfico de personas hasta trágicos accidentes en el agua.
La prensa local escribió sobre la chica desaparecida. Uno de los periódicos de la edición relacionó su desaparición con la supuesta detención de Hou Jianwen, un conocido especialista en la industria espacial y de cohetes en China, acusado de espionaje. Los periodistas plantearon la versión de que el científico reclutó una red de agentes mediante "trampas" – chicas jóvenes y guapas que trabajaban para él y, supuestamente, la chica podría haberse convertido en una de ellas.